# Христо Стаматов
Христо Петров Стаматов е български журналист, кореспондент на британския вестник „Таймс“.

## Биография
Стаматов е роден в Калофер, тогава в Османската империя. Става кореспондент на „Таймс“. Отразява македоно-одринското революционно движение, като влиза в четата на Павел Давков.
- Четата на Павел Давков: отпред са войводата (прав), който се ръкува с кореспондента на „Таймс“ Христо Стаматов
- От ляво надясно: Гьорче Петров, неизвестен, неизвестен, Тодор Александров, неизвестен, Андрей Ляпчев, Симеон Радев и Христо Стаматов